# Джованні да Сан Джованні
Джованні да Сан Джованні (італ. Giovanni da San Giovanni; також відомий як Джованні Манноцці (італ. Giovanni Mannozzi); 20 березня 1592 — 9 грудня 1636) — італійський художник періоду раннього бароко.

## Біографія
Народився в Сан-Джованні-Вальдарно, навчався живопису у Маттео Росселлі. Манноцці розпочав оздоблення Срібної зали (італ. Sala degli Argenti) у Палаццо Пітті та запланував декорації у віллі ла Петрая. Його біографію висвітлив Філіппо Бальдінуччі. У 1615 році він написав два полотна на стелі «Путті, що підтримують профіль Мікеланджело» для Каза Буонарроті, і в той же період розписав фресками хори музикантами-янголами для купола церкви Оньїссанті у Флоренції. Він також написав п'ять люнетів, що показують сцени з «Життя святого Франциска» в монастирі Оньїссанті. У 1619—1620 роках він керував оздобленням фасаду Палаццо дель Антелла на площі Санта-Кроче у Флоренції.
Його шедевром вважають фрески в каплиці Святої Катерини всередині Палаццо Роспільйози-Паллавічіні в Пістої. Рятуючись із Флоренції під час чуми, він написав кілька фресок у люнетах у Сантуаріо делла Мадонна делла Фонтенуова (італ. Santuario della Madonna della Fontenuova) в Монсуммано-Терме. На лівій внутрішній стіні хору церкви Сан-Бартоломео у Кутільяно зображено полотно «Обрізання» (1620). Він написав цикл фресок на склепінні каплиці Мелліні в Санта-Марія-дель-Пополо, де зображено «Історію святого Миколая Толентінського» в 1623—1624 роках.
Він помер 1636 року і його поховали у церкві Сан-П'єр-Ґаттоліно у Флоренції.

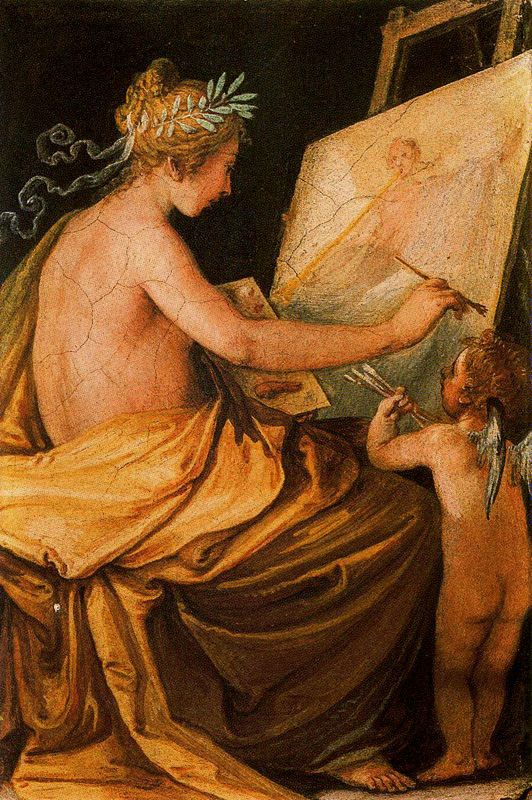
«Живопис»
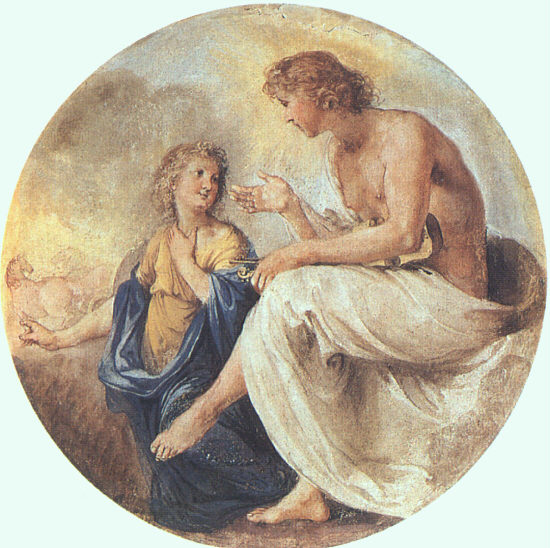
«Аполлон і Фаетон» в галереї Уффіці

## Виноски
1. ↑  RKDartists
2. ↑  Benezit Dictionary of Artists — OUP, 2006. — ISBN 978-0-19-977378-7
3. ↑  Kunstindeks Danmark
4. ↑  Identifiants et Référentiels — ABES, 2011.